# El Panecillo
El Panecillo (de l'espagnol : « petit pain ») est une colline de Quito en Équateur. À son sommet se trouve la statue de la Vierge de Quito.
El Panecillo peut être aperçu à l'extrémité sud de la rue du Venezuela, une des plus longues de la vieille ville. De son sommet, on peut voir le champ de bataille historique où le maréchal Sucre a vaincu les Espagnols dans la bataille décisive de l'indépendance en 1822 sur les flancs du volcan Pichincha à l'ouest.

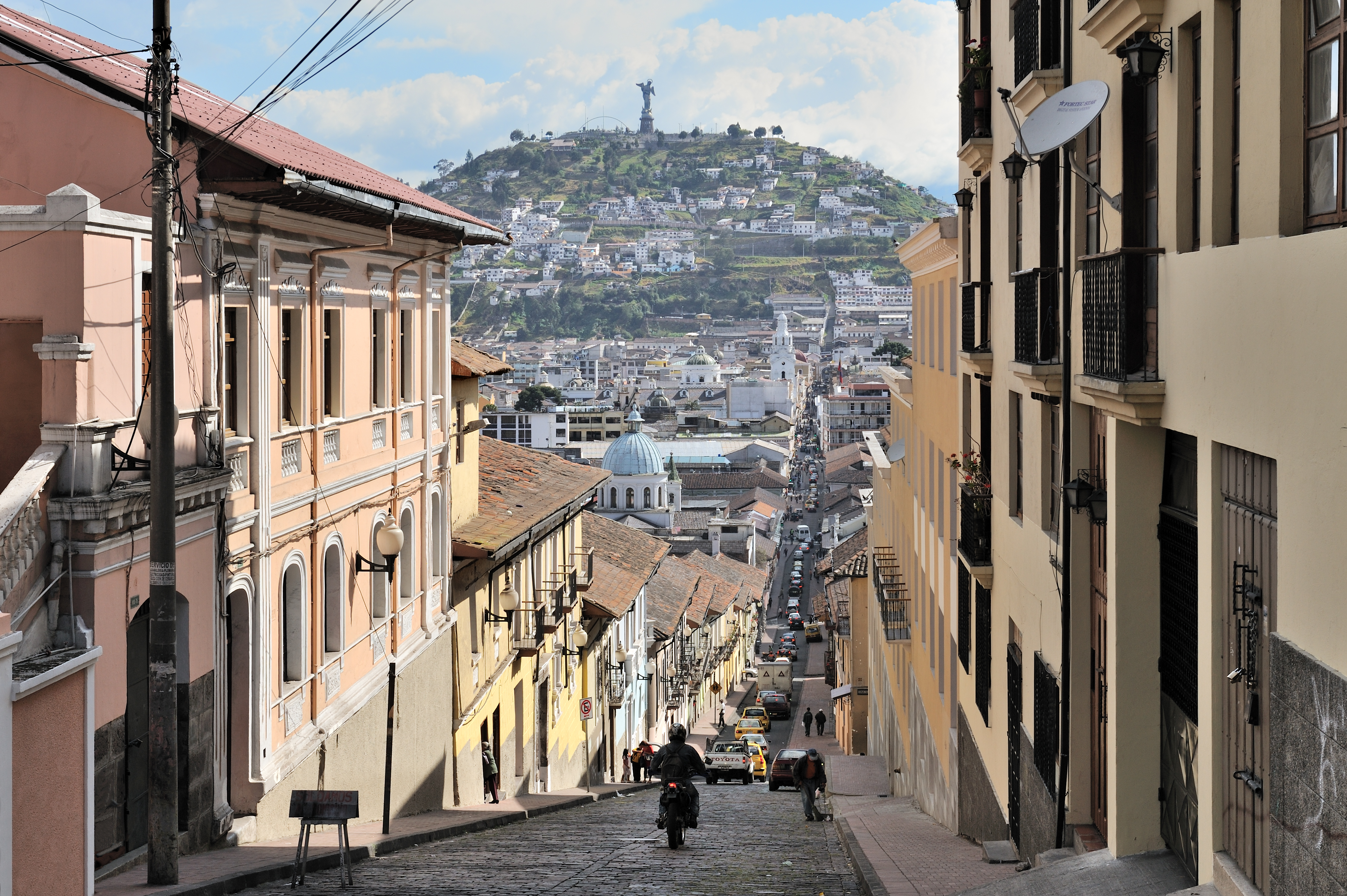
Vue d'El Panecillo au bout de la rue García Moreno à Quito.